# Goyard
Goyard è un singolo del rapper italiano Capo Plaza, pubblicato il 13 maggio 2022 come primo estratto dal primo mixtape Hustle.

## Video musicale
Il video, diretto da William Thomas, è stato reso disponibile in concomitanza con il lancio del singolo attraverso il canale YouTube del rapper.

## Tracce
1. Goyard – 2:44

## Formazione
- Capo Plaza - voce
- AVA - produzione

## Classifiche
| Classifica (2022) | Posizione massima |
| ----------------- | ----------------- |
| Italia            | 50                |